# Aukuba
Aukuba (lat. Aucuba), biljni rod iz porodice garijevki, rasprostranjen od Himalaje na istok do Japana, uključujući otoke Ryukyu (Nansei Shoto)
Pripada mu 10 vrsta grmova ili manjeg drveća.

## Vrste
1. Aucuba albopunctifolia F.T.Wang
2. Aucuba chinensis Benth.
3. Aucuba chlorascens F.T.Wang
4. Aucuba confertiflora W.P.Fang & Soong
5. Aucuba eriobotryifolia F.T.Wang
6. Aucuba filicauda Chun & F.C.How
7. Aucuba himalaica Hook.f. & Thomson
8. Aucuba japonica Thunb.
9. Aucuba obcordata (Rehder) K.T.Fu ex W.K.Hu & Soong
10. Aucuba robusta W.P.Fang & Soong

## Sinonimi
- Eubasis Salisb.